# Сулинский
Сули́нский — хутор в Милютинском районе Ростовской области.
Административный центр Лукичевского сельского поселения.

## Население
| 2010 |
| ---- |
| 491  |

## Улицы
| - ул. Заречная - ул. Кирпичная - ул. Крестьянская - ул. Кубинская - ул. Набережная - ул. Нагорная - ул. Транспортная - ул. Центральная | - пер. Безымянный - пер. Дачный - пер. Кузнечный - пер. Малый - пер. Парковый - пер. Садовый | - пер. Спортивный - пер. Степной - пер. Строительный - пер. Тенистый - пер. Торговый - пер. Школьный |

## Инфраструктура
На хуторе располагается Лукичевская средняя общеобразовательная школа, которой в 2001 году было присвоено имя Героя России Петра Степановича Дейнекина.